# 自治基本条例
自治基本条例（じちきほんじょうれい）は、住民自治に基づく自治体運営の基本原則を定めた条例である。「自治体の憲法」とも言われる。
なお条例の名称は自治体によって異なり、「まちづくり条例」、「まちづくり基本条例」あるいは「行政基本条例」、「市民基本条例」などさまざまである。

## 概要
自治基本条例は、地域課題への対応やまちづくりを誰がどんな役割を担い、どのような方法で決めていくのかを文章化したもので、自治体の仕組みの基本ルールを定めた条例である。多くの自治体では、情報の共有や市民参加・協働などの自治の基本原則、自治を担う市民、首長・行政等のそれぞれの役割と責任、情報公開、計画・審議会等への市民参加や住民投票など自治を推進する制度について定めている。
自治基本条例の意義としては、１.自治体の今後のあるべき姿を普遍的な形を示す。２.制定過程や制定後の運用にあたって住民の参画が求められることにより、住民の自治意識の向上が図られる。３.自治体において個別条例や施策の体系を促す。などが考えられる。
1997年（平成9年）に施行された大阪府箕面市の「まちづくり理念条例」が源流とされる。
2000年（平成12年）12月、逢坂誠二町長の下、北海道ニセコ町で、全国で初めてとなる自治基本条例（「ニセコ町まちづくり基本条例」）が制定。2001年（平成13年）4月に同条例は施行された。その後制定する自治体が急速に増えており、現在もなお制定に向けて検討を行っている自治体が多い。

## 内容
概ね次のような内容で構成されていることが多いが、自治体により内容に差異がある。
- まちづくり（市政運営）の方向性、将来像
- 市民の権利（生活権、市政への参加権、情報公開請求権等）
- 市（首長、議会、職員）の義務・責務
- 市民の責務、事業者の責務
- 住民参加の手続き・仕組み
- 住民投票の仕組み
- 市民協働の仕組み、NPOへの支援等
- 分野別の施策の方向性
- 他の施策・条例との関係（最高規範性）
- 改正・見直しの手続き

## 評価
- 条例は自治の主体を「市民」と定義しているが、地方自治法上の有権者のみならず外国人等にも範囲を広げているとして、その法的整合性について批判がある。特に住民投票条例を制定している自治体については、投票資格者を幅広く規定しているところもあり、永住外国人への地方参政権問題と同様に慎重であるべき、との批判がある[3]。
- 全日本自治団体労働組合や社会民主党がこの条例を推進している[4]。